# J. N. Reddy
Junutula Narasinha Reddy, mais conhecido como J.N. Reddy (Andhra Pradesh, 12 de agosto de 1945) é um engenheiro indo-estadunidense.
Foi eleito membro da Academia Nacional de Engenharia dos Estados Unidos em 2015.
Recebeu o título de Doutor honoris causa da Universidade Técnica de Lisboa em 2009.
Recebeu a Medalha Timoshenko de 2019.

## Formação
- Engenheiro: Osmania University, Hyderabad, 1968
- Mestre: Oklahoma State University–Stillwater, Oklahoma, 1970
- Doutor: University of Alabama in Huntsville, Alabama, 1973

## Livros
- J. T. Oden and J. N. Reddy, A Mathematical Theory of Finite Elements, Wiley-Interscience (1976)
- J. T. Oden and J. N. Reddy, Variational Methods in Theoretical Mechanics, 2nd ed., Springer-Verlag (1982)
- J. N. Reddy and M. L. Rasmussen, Advanced Engineering Analysis, John Wiley (1982) reprinted by Krieger, Melbourne, FL, 1990
- J. N. Reddy, Applied Functional Analysis and Variational Methods in Engineering, McGraw-Hill (1986); reprinted by Krieger, Melbourne (1991)
- O. O. Ochoa and J. N. Reddy, Finite Element Analysis of Composite Laminates, 2nd ed., Kluwer Academic Publishers, The Netherlands (1992) ISBN 0-79-231125-6
- J. N. Reddy and A. Miravete, Practical Analysis of Laminated Composite Structures, 3rd ed., CRC Press, FL, 1995. ISBN 0-84-939401-5
- C. M. Wang, J. N. Reddy and K.H. Lee Shear Deformation Theories of Beams and Plates Dynamics Relationships with Classical Solution, Elsevier, U.K., 2000. ISBN 0-08-043784-2
- J. N. Reddy, Energy Principles and Variational Methods in Applied Mechanics, 2nd ed., John Wiley (2002) ISBN 0-47-117985-X
- J. N. Reddy, An Introduction to Nonlinear Finite Element Analysis, Oxford University Press, USA (2004). ISBN 0-19-852529-X
- J. N. Reddy, Mechanics of Laminated Composite Plates and Shells: Theory and Analysis, 2nd ed., CRC Press (2004). ISBN 0-84-931592-1
- J. N. Reddy, An Introduction to the Finite Element Method, 3rd ed., McGraw-Hill Education (2005). ISBN 0-07-124473-5
- J. N. Reddy and D. K. Gartling, The Finite Element Method in Heat Transfer and Fluid Dynamics, 3rd ed., CRC Press, FL, 2010. ISBN 1-42-008598-0
- J. N. Reddy, Theory and Analysis of Elastic Plates and Shells, 2nd ed., Taylor & Francis (2007) ISBN 0-84-938415-X
- J. N. Reddy, An Introduction to Nonlinear Finite Element Analysis, 2nd ed., Oxford University Press (2013) ISBN 0-19-852529-X
- C. M. Wang, C. Y. Wang, and J. N. Reddy Exact Solutions for Buckling of Structural Members, CRC Press (2005) ISBN 0-84-932222-7
- J. N. Reddy, An Introduction to Continuum Mechanics with Applications, 2nd ed., Cambridge University Press (2013) ISBN 9780521870443
- J. N. Reddy, Principles of Continuum Mechanics. A Study of Conservation Principles with Applications, Cambridge University Press (2010) ISBN 0-52-151369-3
- R. T. Fenner and J. N. Reddy Mechanics of Solids and Structures, 2nd ed., CRC Press (2012) ISBN 0-63-202018-0